# Кирбаса
Кирбаса (чечен. Кийр босса) — покинутый аул в Итум-Калинском районе Чеченской Республики.

## География
Расположен на правом берегу реки Кериго, на границе с Грузией, к юго-западу от районного центра Итум-Кали.
Ближайшие населённые пункты и развалины бывших аулов: на севере — бывшие аулы Корестхой и Сакенхой, на северо-востоке — бывшие аулы Омечу, Хаухи и Автинбоуль, на северо-западе — бывшие аулы Хангихой и Чамги, на западе — бывшие аулы Кент.